# Birac-sur-Trec
 Birac-sur-Trec  es una población y comuna francesa, en la región de Aquitania, departamento de Lot y Garona, en el distrito de Marmande y cantón de Marmande-Est.

## Demografía
| 597 | 617 | 590 | 628 | 636 | 672 |
| Para los censos de 1962 a 1999 la población legal corresponde a la población sin duplicidades (Fuente: INSEE [Consultar]) |     |     |     |     |     |